# Sergei Traustel
Sergei Traustel (* 30. Juli 1903 in Sankt Petersburg; † 9. Februar 1975 in Braunschweig) war ein deutscher Maschinenbauingenieur und Hochschullehrer.

## Leben
Sergei Traustel wurde 1903 in Sankt Petersburg geboren. Er studierte Mathematik und Maschinenbau in Dorpat, ab 1920 an den Technischen Hochschulen (TH) Darmstadt und Berlin. Er wurde 1939 in Berlin mit einer Arbeit über Verbrennung, Vergasung und Verschlackung zum Dr.-Ing. promoviert. Er habilitierte sich dort 1941 mit der Schrift Verbrennung in der Schwebe. Traustel war von 1931 bis 1935 als Assistent, dann von 1935 bis 1942 als Oberingenieur bei Rudolf Drawe in der Abteilung Maschinenbau der Fakultät III für Maschinenwesen tätig. Es folgte von 1942 bis 1945 an der TH Berlin eine Tätigkeit als Dozent für Brennstofftechnik. Nach Ende des Zweiten Weltkriegs war er von 1950 bis 1952 Inhaber eines Lehrauftrags für Ähnlichkeitslehre in der chemischen Technologie an der Humboldt-Universität zu Berlin. Von 1953 bis 1960 war er Privatdozent für theoretische Brennstofftechnik am Lehrstuhl für Brennstofftechnik an der TU Berlin. Dort war er in den Sommersemestern 1962 und 1963 als Gastprofessor mit gleicher Lehrtätigkeit beschäftigt.
Traustel wechselte 1960 an die Bergakademie Clausthal, wo er von 1960 bis 1963 als außerordentlicher Professor und von 1963 bis 1964 als ordentlicher Professor Wärmewirtschaft und Ofenbau lehrte. Er war erster Lehrstuhlinhaber des neugeschaffenen Fachbereiches, zunächst als Abteilung für Wärmewirtschaft und Ofenbau. 1963 wurde er Direktor des neuen Instituts für Wärmetechnik und Industrieofenbau. Sein Nachfolger in Clausthal wurde Rudolf Jeschar.
Er ging 1964 an die Technische Hochschule Braunschweig, wo er den Lehrstuhl für Heizungs- und Verbrennungswesen übernahm. Unter seiner Leitung entstand daraus der Lehrstuhl für Wärme- und Brennstofftechnik. Sowohl in Clausthal als auch in Braunschweig entstanden unter Traustels Leitung neue Institutsgebäude. Während seiner Zeit in Braunschweig war er von 1964 bis 1968 erneut als Gastprofessor an der TU Berlin tätig. Er wurde 1971 in Braunschweig emeritiert. Dort wohnte er in der Kastanienallee 68. Traustel starb im Februar 1975 im Alter von 71 Jahren in Braunschweig. Er hat mehr als 80 wissenschaftliche Arbeiten aus seinem Fachgebiet publiziert.

## Schriften (Auswahl)
- Modellgesetz der Vergasung und Verhüttung. In: Sci. Chim. Bd. 4, 1949.